# Bledius neglectus
Bledius neglectus är en skalbaggsart som beskrevs av Thomas Casey 1889. Bledius neglectus ingår i släktet Bledius och familjen kortvingar. Inga underarter finns listade i Catalogue of Life.